# Gertrude Niesen
Gertrude Niesen (8 juillet 1911 – 27 mars 1975) est une chanteuse, comédienne et compositrice américaine qui a connu un succès populaire dans les comédies musicales et le cinéma dans les années 1930 et 1940.

## Premières années
Niesen est née à bord d'un navire alors que son père suédois et sa mère russe revenaient de vacances en Europe. Enfant, elle espère faire une carrière sur scène et commence à se produire dans le vaudeville américain.

## Carrière
Niesen commence à chanter professionnellement au début des années 1930, apparaissant pour la première fois, sous le nom de Gertrude Nissen, avec Roger Wolfe Kahn et son orchestre et Artie Shaw dans un court métrage Vitaphone, Yacht Party en 1932.
À la radio, Niesen est la chanteuse vedette de The Ex-Lax Big Show (1933-1934) sur CBS et l'animatrice de The Show Shop (1942), sur NBC-Blue.
Elle enregistre pour Victor, Columbia et Brunswick dans les années 1930, et en 1933, elle est la première à enregistrer la chanson Smoke Gets in Your Eyes, de Jerome Kern et Otto Harbach.
Elle apparait dans la comédie musicale de Broadway Calling All Stars en 1934 et dans les Ziegfeld Follies de 1936,, dans  Follow the Girls (1944),, et Take a Chance (1932).
Elle commence également à apparaître régulièrement dans des films, notamment Top of the Town (1937), Start Cheering (1938) et A Night at Earl Carroll's (1940), dans lequel elle chante une chanson qu'elle a co-écrite I Want to Make with the Happy Times. Ses autres films incluent Rookies on Parade (1941), This Is the Army (1943), He's My Guy (1943) et The Babe Ruth Story (1948). Elle partage la vedette avec Jackie Gleason dans la comédie musicale Follow the Girls de 1944, dans laquelle elle chante I Want to Get Married, l'une de ses chansons les plus connues. Elle enregistre pour Decca Records tout au long des années 1940 et a sorti un LP éponyme pour ce label en 1951. Elle apparait également dans de nombreuses émissions de radio et à la télévision au début des années 1950.

## Vie privée
En 1943, Niesen épouse le restaurateur et propriétaire d'une discothèque à Chicago, Al Greenfield. Le couple divorce mais se remarie en 1954, restant marié jusqu'à la mort de Niesen à l'hôpital Kaiser Permanente à Hollywood, en 1975, à l'âge de 63 ans, après une longue maladie.

## Filmographie
- Sur les toits de New York de Ralph Murphy (1937)[12],[13].
- Start Cheering (1938)
- Rookies on Parade (en) (1941)
- This Is the Army (1943)[14].
- Thumbs Up (film) (en) (1943)
- L'Homme le plus aimé (1948)